# Ginglymia fracida
Ginglymia fracida là một loài ruồi trong họ Tachinidae.